# Devilish Games
Devilish Games (oficialment DevilishGames - Spherical Pixel S.L.) és un estudi dedicat a la creació de videojocs. La companyia, amb seu a Villena (Alacant), va iniciar la seva marxa l'any 1998 desenvolupant videojocs amateur. L'any 2006 l'estudi amateur es va professionalitzar i es va transformar en l'empresa DevilishGames – Spherical Píxel S.L tenint com a únics socis a Enrique David Calatayud i David Ferriz. L'empresa desenvolupa videojocs multi-plataforma per encàrrec per a publicitat, advergaming, educació o estand i ho complementa amb la seva línia de videojocs independents i amb patrocinador.
DevilishGames ha desenvolupant més de 150 videojocs per a clients i patrocinadors com MTV Networks, Tuenti, Movistar, ColaCao, LFP, MiniClip, Famosa, Ford, Kymco Motors, Euroliga de Basket, Prosegur, S.C.P.F, Caja España, Dirección General de Salud Pública de Madrid, Minijuegos, ArmorGames, Candystand, Big Fish Games o GarageGames. Els videojocs de DevilishGames han estat jugats per més de 100 milions de persones d'arreu del món.
Durant la seva trajectòria, l'empresa ha rebut el Premi al millor videojoc en la 2a edició dels Premis de l'Audiovisual Valencià i el premi «Alce 2014» a la «millor App per a suports mòbils» per la campanya de advergaming «Mutant Busters».